# Nochelaspis
Nochelaspis é um gênero de peixe eugaleaspiforme que viveu há 415 milhões de anos (período Devoniano). Foi descrito pela primeira vez em 1987 a partir de uma carapaça triangular sobre a cabeça quase completo encontrado na Formação Xishancun perto da cidade de Qujing, província de Yunnan, sudoeste da China.